# Interozeption
Interozeption (von lateinisch inter „inmitten von“ und recipere „aufnehmen“) ist der Oberbegriff für diejenigen Komponenten der Wahrnehmung von Lebewesen, die Informationen nicht über die Außenwelt, sondern aus eigenen Körperabschnitten und über eigene Körperabschnitte erfassen. Dabei unterscheidet man die Propriozeption (Wahrnehmung von Körperlage und -bewegung im Raum) und die Viszerozeption (Wahrnehmung von Organtätigkeiten).
Möglicherweise ist Interozeption eine Voraussetzung für emotionales Empfinden.
Die Wahrnehmung der Außenwelt wird als Exterozeption bezeichnet.